# Taraba
Taraba er en delstat i det øatlige Nigeria, grænsende til Cameroun mod øst. Den blev oprettet i 1991 og var tidligere en del af delstaten Gongola, som dette år blev delt i delstaterne Taraba og Adamawa.
Floden Benue løber gennem området, fra nord mod sydvest.

## Eksterne kilder og henvisninger
1. ↑  National Bureau of Statistics, Nigeria, provisorisk resultat fra folketællingen 21. marts 2006.

8°0′N 10°30′Ø / 8.000°N 10.500°Ø